# Polyrhachis abrupta
Polyrhachis abrupta är en myrart som beskrevs av Mayr 1867. Polyrhachis abrupta ingår i släktet Polyrhachis och familjen myror. Inga underarter finns listade i Catalogue of Life.